# Французький комітет національного визволення
Французький комітет національного визволення (фр. Comité français de libération nationale) —

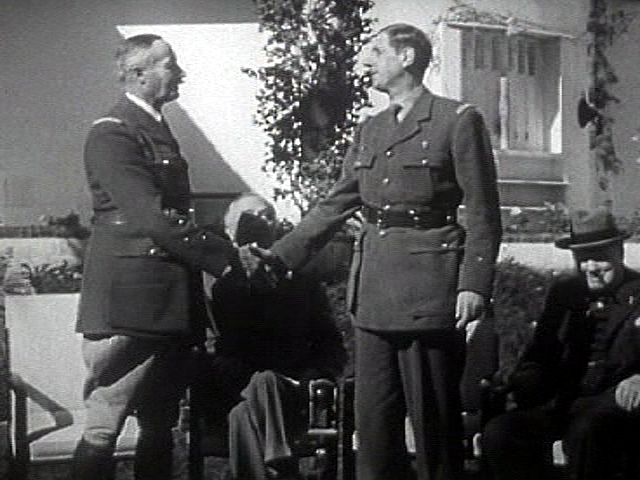
Жіро і де Голль тиснуть один одному руку у присутності Ф. Рузвельта і В. Черчілля. 24 січня 1943, Анфа, поблизу Касабланки

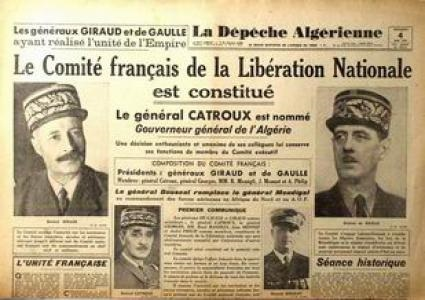

## Історія створення та діяльності

### Склад комітету
|                |
| Шарль де Голль |

|           |
| Анрі Жіро |

|            |
| Жорж Катру |

|              |
| Альфонс Жорж |

|              |
| Рене Масіглі |

|             |
| Андре Філіп |

|                                |
| Емманюель д'Астьє де ла Віжері |

|             |
| Анрі Френей |

### Визнання
До  30 серпня 1943 року ФКНВ був визнаний Великою Британією, США, СРСР, Китаєм, Канадою, Мексикою, Уругваєм, Коста-Рикою, Кубою, Бразилією, Болівією, Еквадором, Перу, Домініканською Республікою, Чилі, Бельгією, Чехословаччиною, Люксембургом, Голландією, Югославією, Польщею, Норвегією, Грецією 